# Life Unexpected
Life UneXpected é uma série de televisão que foi exibida na The CW entre os anos de 2010 e 2011. Foi cancelada em sua segunda temporada com 13 episódios, sendo encerrada com a exibição de dois episódios. Life UneXpected estreou nos Estados Unidos no dia 18 de janeiro de 2010, e gira em torno de uma adolescente que vai atrás de seus pais biológicos. Desde abril de 2010, a série também é apresentada no Brasil, no canal Liv, toda segunda-feira.

## Enredo
A série gira em torno da adolescente Lux (Britt Robertson) que passou por casas de adoções durante quase toda a sua Infância. Cate Cassidy (Shiri Appleby) tinha dado à luz a ela quando ainda era uma adolescente, mas à deixou numa casa de adoção acreditando que ela teria melhores condições de vida com quem adotasse Lux.Muito provavelmente por causa de um problema no seu coração, Lux nunca foi adotada.Em seu aniversário de 16 anos, ela decide que é hora de ela se emancipar, mas antes disso ocorrer, ela tem que conseguir a assinatura de seus pais biológicos. Primeiro ela encontra Nathaniel "Baze" Bazile (Kristoffer Polaha), o pai biológico e proprietário do "Open Bar".Ele vive uma vida de garotão da faculdade acima do estabelecimento bebendo com dois companheiros de quarto e se envolve com todas as mulheres da noite. No entanto, mesmo quando ele assina os papéis, Baze descobre que ele tem uma ligação com sua filha recém-descoberta, e percebe que ela tem seus olhos. Ele apresenta Lux para a mãe Cate, apresentadora do programa de rádio "Madness Morning" do qual faz parte seu recém noivo Ryan Thomas (Kerr Smith).
Lux foi ouvir a voz de Cate no rádio enquanto ela consegue se lembrar, por isso ela se sente numa conexão instantânea com a mãe que nunca conheceu. Baze leva Lux para conhecer Cate, que fica chocada e entristecida ao saber que Lux cresceu em um orfanato em vez da adoção, ela acreditava que iria acontecer e está relutante em se comprometer com sua filha. Eventualmente, Cate quer fazer parte da vida de Lux , e ela mostra que realmente se importa. Quando um juiz decide que Lux não está pronta para a emancipação e inesperadamente declara guarda-conjunta de Baze e Cate, eles concordam em tentar passar pelo constrangimento. Cate, devido ao seu trabalho como apresentadora de rádio, e o fato de que ela tem uma casa adequada, é dada a custódia preliminar de Lux. Ryan Thomas (Kerr Smith), seu parceiro de rádio, bem como seu noivo, também ficou com Lux.
Com o passar do tempo, Baze torna-se mais responsável, e trabalha duro para reformar o bar e o espaço acima dele para que Lux possa visitar e permanecer com ele, às vezes, Baze, o que foi considerado talvez para ser mais de um preguiçoso, tinha provado que, quando as coisas estão para baixo, inevitavelmente vem atrás de Lux, dando-lhe apoio e amor. Cate, apesar da sua constantes decepções com Lux, significa muito para ela. Ryan, de certa forma ciumento e inseguro por causa da presença constante de Baze na vida de sua noiva, fica ressentido fisicamente e tem lutado com Baze. Ryan, finalmente farto da interferência contínua de Baze, termina com Cate. Eventualmente, porém, Ryan e Cate recomeçam, ele também cede um pouco para Baze após algumas bebidas e Baze explica que tudo o que ele quer é ser o pai de Lux, e nada mais.
Lux tem vários amigos de sua antiga vida, incluindo a melhor amiga Tasha (Ksenia Solo), Bug (Rafi Gavron) namorado de Lux, e Gavin (Rhys Williams) namorado de Tasha. Ela deve decidir se ela pode continuar a ter seus antigos amigos em sua vida como ela tenta novas amizades. Às vezes, o erro é conhecido por fazer coisas que lhe traz problemas com a lei, e que, por vezes, põe em perigo a vida Lux com Baze e Cate.

## Elenco

### Elenco principal
- Britt Robertson  – Lux Cassidy
- Shiri Appleby  – Catherine "Cate" Cassidy-Thomas
- Kristoffer Polaha  – Nathaniel "Baze" Bazile
- Austin Basis  – Matthew "Math" Rogers
- Kerr Smith  – Ryan Thomas

### Elenco de apoio
- Reggie Austin  – Jamie
- Lucia Walters  - Fern
- Ksenia Solo  - Natasha "Tasha"
- Rafi Gavron  - Bobby "Bug" Guthrie
- Austin Butler  - Jones
- Erin Karpluk  - Alice
- Robin Thomas  - Mr. Bazile
- Alexandra Breckenridge  - Abby Cassidy
- Cynthia Stevenson - Laverne Cassidy
- Keegan Connor Tracy - Jenny
- Shaun Sipos - Eric Daniels
- Landon Liboiron - Sam Bradshaw

## Visão geral da série
| Temporada | Temporada | Episódios | Episódios | Originalmente exibido  | Originalmente exibido |
| Temporada | Temporada | Episódios | Episódios | Estreia da temporada   | Final da temporada    |
| --------- | --------- | --------- | --------- | ---------------------- | --------------------- |
|           | 1         | 13        | 13        | 18 de janeiro de 2010  | 12 de abril de 2010   |
|           | 2         | 13        | 13        | 14 de setembro de 2010 | 18 de janeiro de 2011 |

## Produção
Enquanto o show é ambientado em Portland, Oregon, a maioria das filmagens foi feita em Vancouver, British Columbia. Cenas de Westmonte High são filmadas na Sutherland Secondary School em North Vancouver e na H. J. Cambie Secondary School em Richmond, British Columbia. O exterior do bar do Baze está localizado na Granville Island e no Ironworks Building em Vancouver. A North Shore Studios, formalmente a Lionsgate, foi usada como estúdio principal para a primeira temporada, enquanto a Coast Mountain Film Studios abrigou o show para a segunda e última temporada.
O show estreou na The CW na segunda-feira, 18 de janeiro de 2010. A temporada de 13 episódios da primeira temporada terminou em 12 de abril de 2010. A série foi escolhida para uma segunda temporada, para um pedido inicial de treze episódios, que estreou em 14 de setembro de 2010, transmitindo às terças-feiras às 9h/8h depois de One Tree Hill.
Em outubro de 2010, a The CW encomendou dois scripts adicionais. Em novembro de 2010, a CW se recusou a pedir os 9 episódios para a segunda e última temporada do programa, deixando o episódio das temporadas em 13. Os membros do elenco fizeram campanha para salvar o show. Em 6 de dezembro de 2010, a criadora da série, Liz Tigelaar, tornou oficial o cancelamento do programa de TV via Twitter.

### Crossover comOne Tree Hill
Em uma tentativa de melhorar as classificações da Life Unexpected, atraindo espectadores de One Tree Hill, a The CW transmitiu um evento de crossover envolvendo ambos os programas em 12 de outubro de 2010. Começando com a parte de One Tree Hill "Nobody Taught Us to Quit", Haley James Scott (Bethany Joy Galeotti) e Mia Catalano (Kate Voegele) viajaram para Portland (onde Life Unexpected está agendada) para se apresentar no Sugar Magnolia Music Festival apresentado por K-100 Haley e Cate se encontram no cruzamento e ficam "surpresos ao saber que eles compartilham uma história semelhante [como] mães". "Music Faced", o episódio Life Unexpected do crossover, também contou com Sarah McLachlan, Ben Lee e Rain Perry, cuja música "Beautiful Tree" serve como tema de abertura da série.

## Recepção

### Resposta crítica
A primeira temporada de Life Unexpected marcou 69 de 100 no Metacritic. A série recebeu um feedback positivo, com muitas revisões comparando favoravelmente o programa com a aclamada série Gilmore Girls e Everwood. Maureen Ryan, do Chicago Tribune, afirmou que o show "lembra as coisas boas de shows como Gilmore Girls e Everwood". e da mesma forma, Hank Stuever do The Washington Post o chamou de "uma mistura agradável de um pouco de hipoglicismo e muito brilho de Everwood". Além disso, a revisão do Chicago Tribune chamou Life Unexpected de um programa "que os pais e seus filhos mais velhos pudessem desfrutar juntos sem se sentirem condescendidos com isso".

### Classificações
| Temporada | Horário (ET)                            | # Ep. | Exibição original      | Exibição original     | Exibição original | Classificação | Audiência (em milhões) | Emissora |
| Temporada | Horário (ET)                            | # Ep. | Estréia da temporada   | Final da temporada    | Temporada de TV   | Classificação | Audiência (em milhões) | Emissora |
| --------- | --------------------------------------- | ----- | ---------------------- | --------------------- | ----------------- | ------------- | ---------------------- | -------- |
| 1         | Segunda-feira 21:00 Segunda-feira 20:00 | 13    | 18 de janeiro de 2010  | 12 de abril de 2010   | 2009–2010         | #136          | 2.01                   | The CW   |
| 2         | Terça-feira 21:00                       | 13    | 14 de setembro de 2010 | 18 de janeiro de 2011 | 2010–2011         | #140          | 1.50                   | The CW   |

## Distribuição internacional
| País / Região | Título local            | Canal de Televisão          | Data de Estréia       | Dublado / legendado |
| ------------- | ----------------------- | --------------------------- | --------------------- | ------------------- |
| Brasil        | Life Unexpected         | LIV                         | 12 de abril de 2010   | Legenda Portuguesa  |
| Canadá        | Life Unexpected         | Radio-Canada                | 18 de janeiro de 2010 | Dublagem Francesa   |
| Croácia       | Neočekivani život       | AXN                         | 6 de abril de 2010    | Legenda Croáta      |
| Chéquia       | Změna je život          | AXN                         | 6 de abril de 2010    | Dublagem Tcheca     |
| El Salvador   | Life Unexpected         | Telecorporación Salvadoreña | 2010                  | Dublagem espanhola  |
| França        | Life Unexpected         | Canal+ Family               | 2010                  | Dublagem Francesa   |
| Honduras      | Life Unexpected         | Canal 11                    | TBD                   | Dublagem espanhola  |
| Hungria       | Derült égből család     | AXN                         | 6 de abril de 2010    | Dublagem Húngara    |
| Israel        | חיים בלתי צפויים        | Hot 3                       | 22 de abril de 2010   | Legenda Hebráica    |
| Roménia       | Viaţă Neaşteptată       | AXN                         | 24 de abril de 2010   | Legenda Romêna      |
| Sérvia        | Neočekivani život       | AXN                         | 6 de abril de 2010    | Legenda Russa       |
| Eslovênia     | Nepričakovano življenje | AXN                         | 6 de abril de 2010    | Legenda Eslovêna    |
| Filipinas     | Life Unexpected         | Velvet                      | Setembro de 2010      | Dublagem Inglesa    |
| Polónia       | Nieoczekiwana szansa    | nVOD                        | 12 de abril de 2010   | Legenda Polonesa    |
| Portugal      | Vida Inesperada         | FOX Life                    | 11 de agosto de 2010  | Legenda Portuguesa  |

## Lançamento em DVD
As duas temporadas foram lançadas juntas em DVD na Região 1 em 5 de abril de 2011. Mais tarde foi lançado na Região 4 em 2012.